# Elizabeth Diller

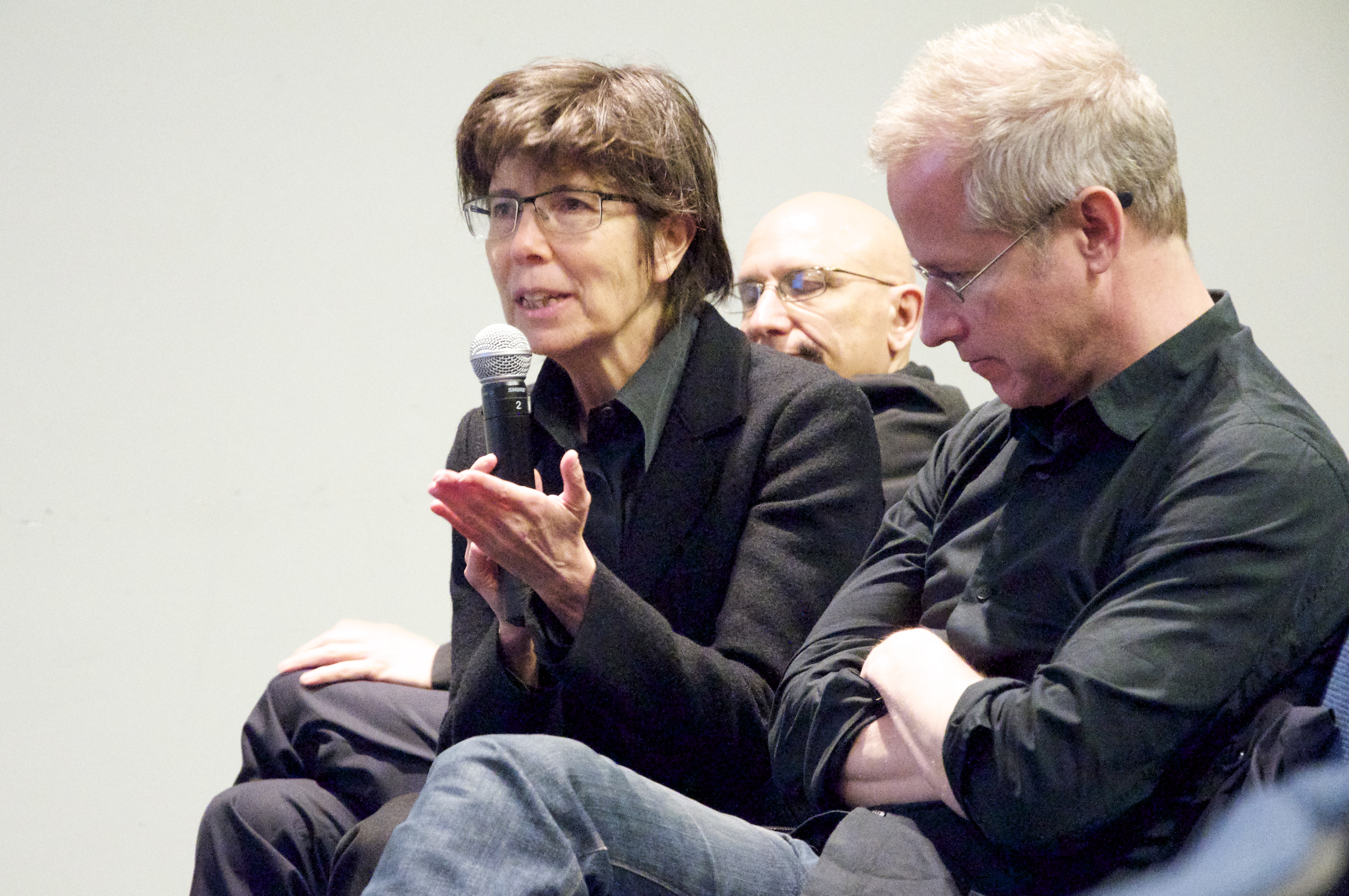
Diller (2013)

Elizabeth "Liz" Diller (Lódź, 1954) is een Pools-Amerikaans architect van de groep Diller Scofidio + Renfro.

## Biografie
Op de leeftijd van 6 jaar verhuisde ze met haar ouders naar de VS. Ze behaalde in 1979 haar BA in architectuur aan de Cooper Union. Tijdens haar studies leerde ze Ricardo Scofidio kennen met wie ze trouwde. In 1979 startten ze samen een eigen bedrijf "Diller Scofidio" waar in 2004 + Renfro aan werd toegevoegd. 
Diller was docent architectuur aan de Cooper Union tussen 1981 en 1990 en werd daarna docent aan de Princeton-universiteit.
Daarnaast publiceerde ze in 1995 het boek Flesh: Architectural Probes, in 2002 Blur: The Making of Nothing en in 2012 Lincoln Center Inside Out: An Architectural Account.

## Werk
- Blur Building (2002) - Yverdon-les-Bains Expo.02
- Institute of Contemporary Art (2006) - Boston
- High Line Park (2009 - Chelsea (Manhattan)
- Vagelos Center van de Columbia Medical School - Manhattan
- London Centre for Music - Barbican
- Cinema museum - Rio de Janeiro
- Broad art museum (2015) - Los Angeles
- Berkeley Art Museum and Pacific Film Archive (2016) - Berkeley
- Museum of Modern art (MoMa) (2019) - New York
- Departmentsgebouw Stanford-universiteit - Silicon Valley

## Erkentelijkheden
- 1999 - MacArthur Foundation fellowship in architectuur.[2]
- 2000 - James Beard Foundation Award
- 2009 - In de Time Magazine top 100 invloedrijke mensen.[3]
- 2017 - Wall Street Journal Architecture Innovator of the Year Award.[4]
- 2017 - Smithsonian Institution National Design Award.
- 2018 - verschijnt als enige architect op de Time Magazine top 100 invloedrijke mensen.[5]
- 2019 - Jane Drew Prize

## Werken

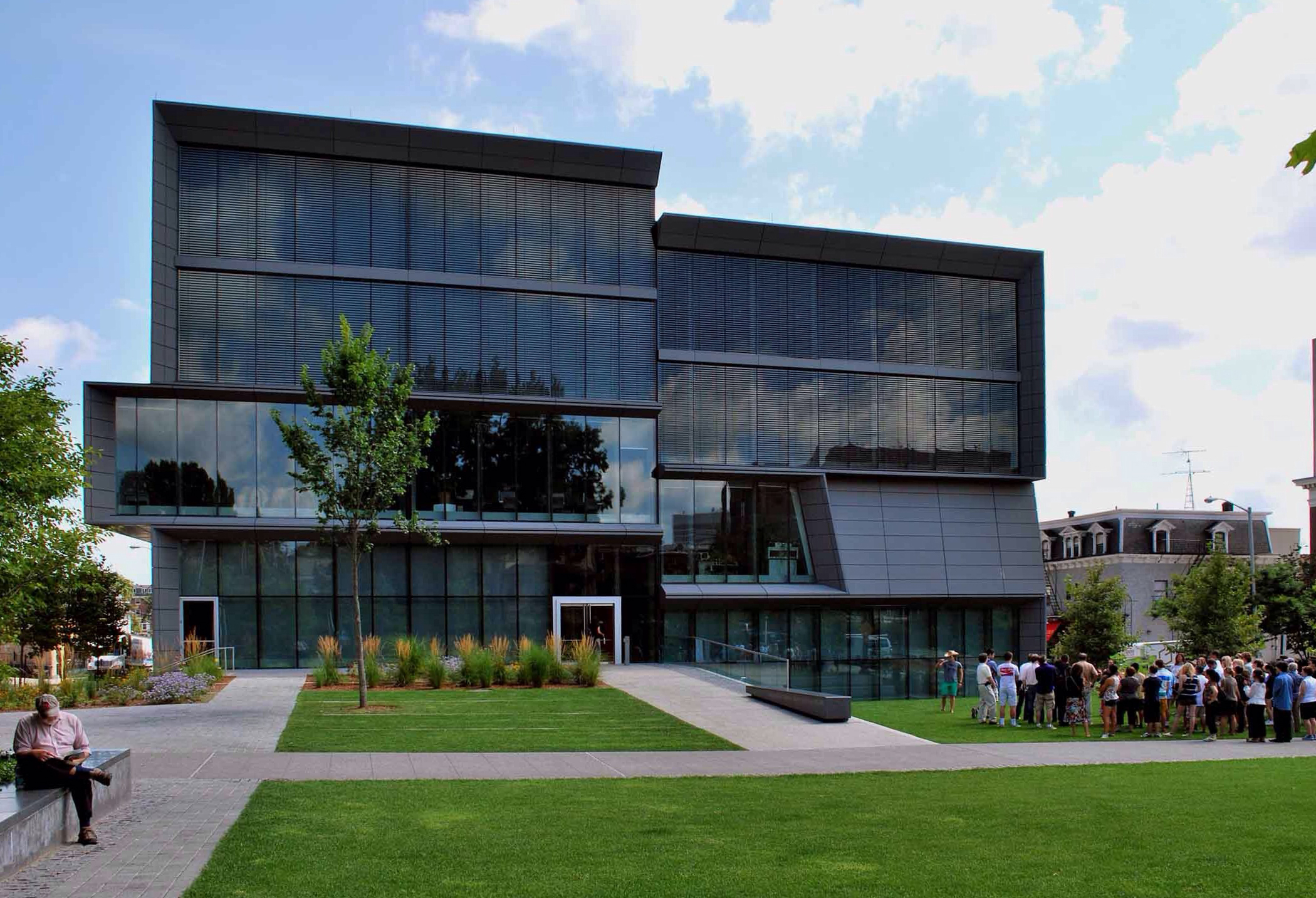
Brown Universiteit
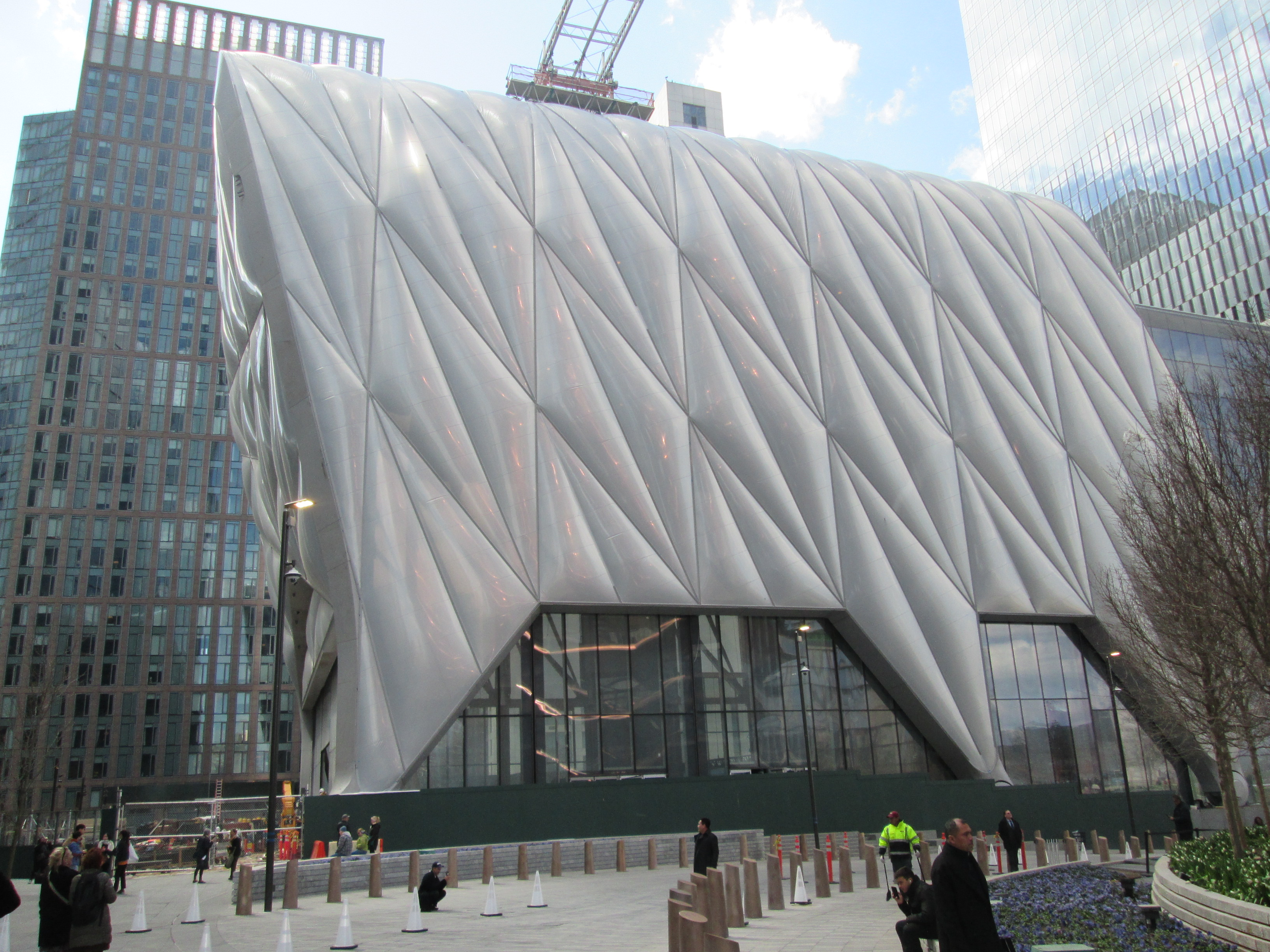
The shed (New York)
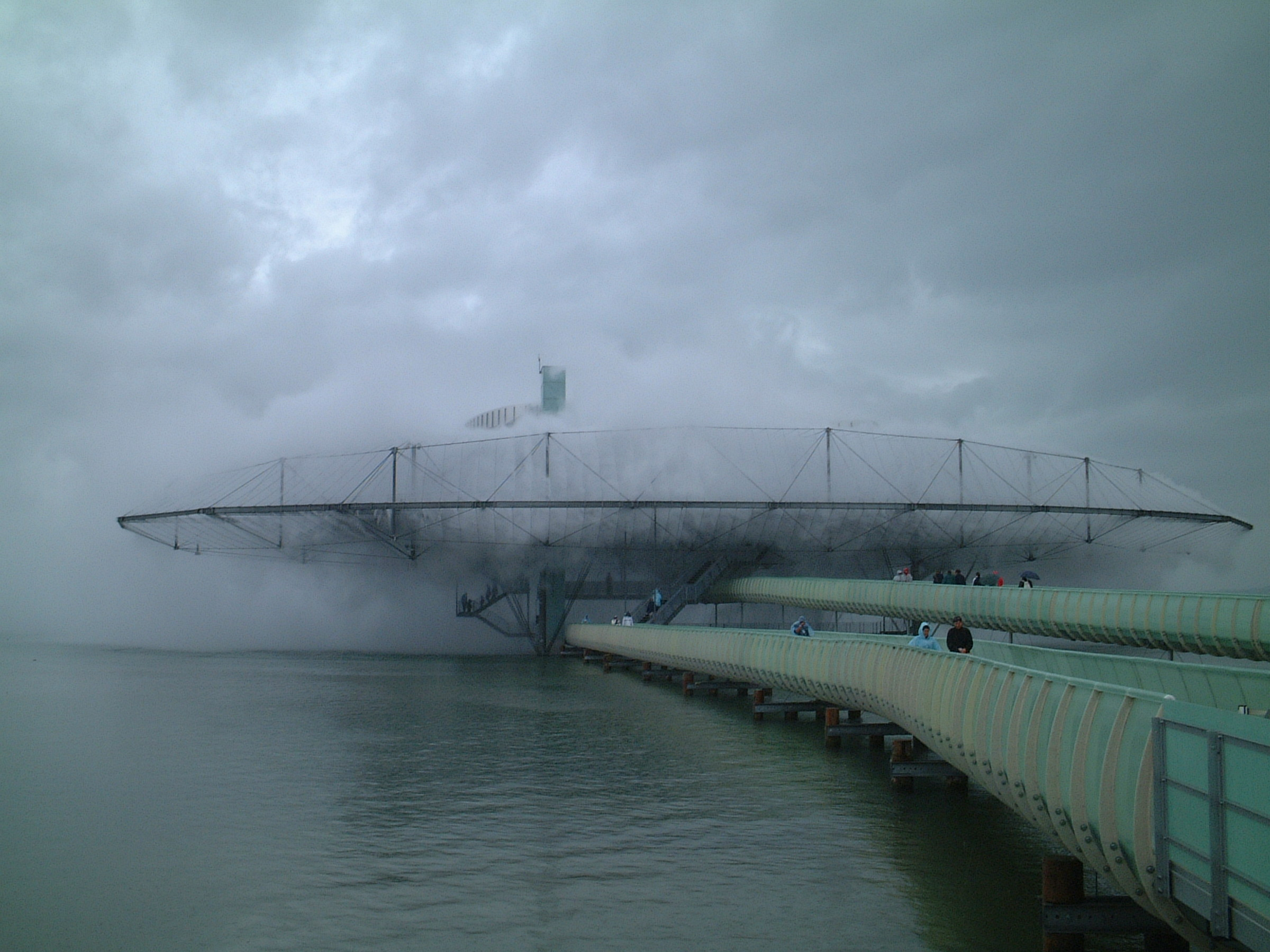
Blur (Expo.02)
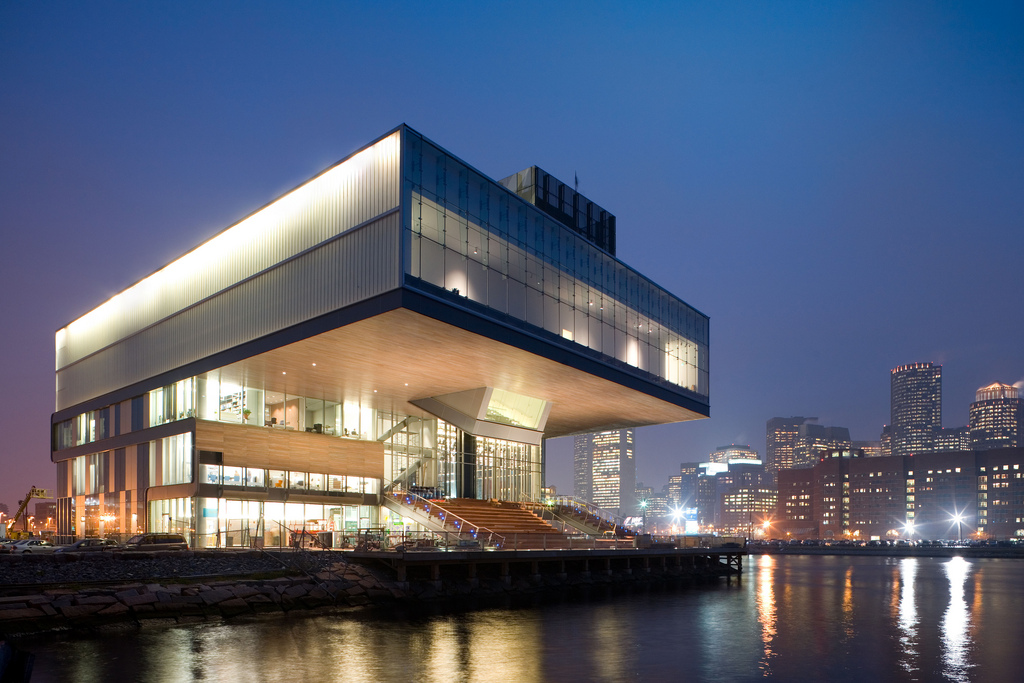
ICA (Boston)

- Bibsys: 90345920
- Bibliothèque nationale de France: cb12559493f (data)
- CiNii: DA03752035
- Gemeinsame Normdatei: 11936607X
- International Standard Name Identifier: 0000 0000 7834 7443
- Library of Congress Control Number: n88199524
- Nationale Bibliotheek van Tsjechië: xx0145201
- Nationale bibliotheek van Australië: 35672930
- Nationale Bibliotheek van Israël: 987007456228005171
- Nederlandse Thesaurus van Auteursnamen: 145600297
- Réseau des bibliothèques de Suisse occidentale: 02-A005878351
- Système universitaire de documentation: 11241060X
- Union List of Artist Names: 500029001
- Virtual International Authority File: 51806005
- WorldCat: E39PBJth7BdqD7GmprrJdYpF8C